# الموجة الكبيرة في كاناغاوا
الموجة الكبيرة في كاناغاوا (باليابانية: 神奈川沖浪裏
)، وتترجم لعدة مسميات مختلفة «تحت موجة كاناغاوا» أو «الموجة»، هي لوحة يابانية أنشئها الفنان الياباني هوكوساي في عام 1832م (فترة إيدو)، وهي جزء من مشاهد جبل فوجي الستة والثلاثين التابعة لهوكوساي وأشهر أعماله. يمكن رؤية جبل فوجي فيه خلف الموجة العملاقة التي يوجد فوقها قارب، هذه الموجة لايفترض أن تكون موجة تسونامي، هي موجة أنتجتها الرياح العادية أثناء رحلة بعض من صيادي التونه لصيد السمك.
توجد صور من اللوحة في متحف المتروبوليتان للفنون في نيويورك، وفي المتحف البريطاني لندن، وبيت كلود مونيه في جفيرني، فرنسا.
واختير جزء من اللوحة كصورة للأوراق النقدية الجديدة من فئة ألف ين، والتي تم تداولها بدءًا من شهر يوليو/تموز من عام 2024.